# Каровићи (Ново Горажде)
Каровићи су насељено мјесто у општини Ново Горажде, Република Српска, БиХ. Према попису становништва из 2013, у насељу је живјело свега 11 становника.

## Становништво
| Демографија | Демографија | Демографија |
| Година      | Становника  | Становника  |
| ----------- | ----------- | ----------- |
| 1991.       | 176         |             |